# Bijbel van de Heilige Lodewijk

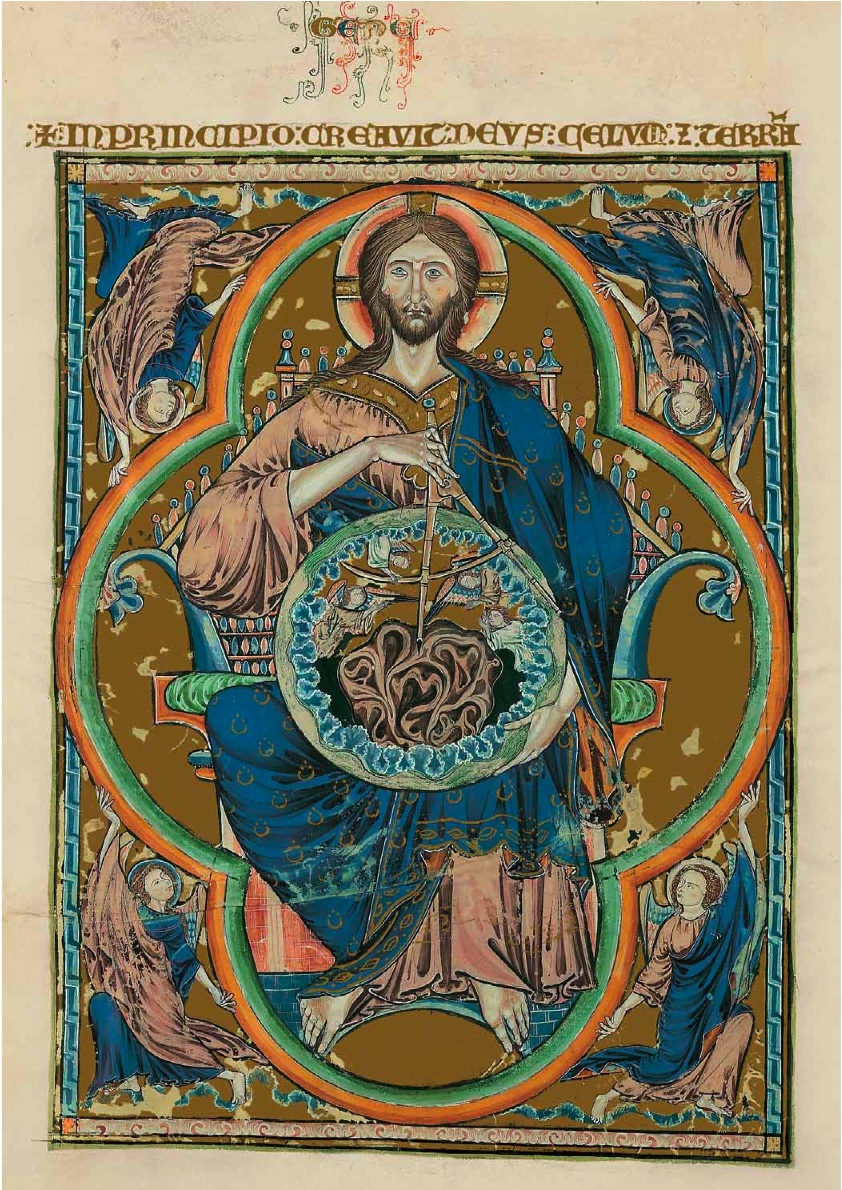
Bijbel van de Heilige Lodewijk - Openingsminiatuur, Christus als Schepper van de wereld.

De Bijbel van de Heilige Lodewijk ook de Rijke Bijbel van Toledo genoemd, is een Bible moralisée in drie volumes die tussen 1226 en 1234 gemaakt werd voor Lodewijk IX van Frankrijk in opdracht van zijn moeder Blanche van Castilië. Het is een verlucht handschrift waarin tekstfragmenten uit de Bijbel geïllustreerd worden aan de hand van telkens twee miniaturen. De eerste miniatuur geeft een voorstelling van het tekstfragment als dusdanig, de tweede toont theologische of allegorische taferelen die het tekstfragment ‘moraliseren’, verklaren in het licht van de leer van de kerk. De miniaturen zijn vergezeld van een korte tekst die het typologische verband tussen de beide beelden becommentarieert. Het boek bevat niet de volledige tekst van de Bijbel en is dus, ondanks zijn naam, eigenlijk geen echte Bijbel. Het werk zou gediend hebben voor de opleiding van de jonge koning. Het wordt sedert meer dan acht eeuwen bewaard in de Catedral Primada de Toledo. Een fragment ervan, met signatuur M240, bevindt zich in de Pierpont Morgan Library in New York

## Geschiedenis
Vrij algemeen wordt aangenomen dat de eerste verwijzing naar de Bijbel van de Heilige Lodewijk te vinden is in het tweede testament van Alfonso de Wijze opgesteld op 10 januari 1284 waarin een gehistorieerde Bijbel werd vernoemd, in drie volumes, ‘die ons werd geschonken door de koning van Frankrijk’. De in het Spaans gestelde tekst luidde: "E mandamos otrosi, que las dos biblias et tres libros de letra gruesa, cobiertas de plata, é la otra en tres libros estoriada que nos dió el rey Luis de Francia, é la nuestra tabla con las reliquias, e las coronas con las piedras é con los camafeos é sortijas, é otras nobles que perteneçen al Rey, que lo aya todo aquel que con derecho por nos heredare el nuestro señorío mayor de Castilla é León". Deze tekst is een kopie van een verloren gegaan origineel. Kort na het overlijden van Alfonso werden de testamenten in het Latijn vertaald en die originelen zijn nog wel beschikbaar.
De Luis de Francia die genoemd wordt in het testament kan theoretisch Lodewijk VIII van Frankrijk geweest zijn, maar gezien Alfonso slechts 5 jaar oud was bij het overlijden van Lodewijk VIII is dit weinig waarschijnlijk zodat de genoemde koning van Frankrijk Lodewijk IX moet zijn. Fernando III, de vader van Alfonso was een neef van Lodewijk IX en er waren nauwe banden tussen het Franse en Castiliaanse koningshuis.
Over het feit of de driebandige gehistorieerde Bijbel die in het testament vernoemd werd zich bij het opstellen van het testament in Sevilla of in Toledo bevond blijft het gissen. Volgens een nota in de Historia Ecclesiastica de Toledo van J. Roman de la Higuera, had Alfonso, apart van de vorige tekst, ook zijn bezittingen die zich op dat moment in Toledo bevonden overgemaakt aan zijn rechtmatige opvolger. Toledo werd in 1284 bezet gehouden door Sancho, de opstandige zoon van Alfonso. Het feit dat de driebandige bijbel apart werd vernoemd laat veronderstellen dat die zich op het moment van het schrijven van het testament in Sevilla in het bezit van Alfonso bevond. Alfonso zou zich voor zijn dood nog met Sancho hebben verzoend en op die manier werd Sancho de rechtmatige opvolger en kwam de Bijbel dus waarschijnlijk in zijn bezit. Hieruit zou men kunnen besluiten dat de Bijbel pas na de dood van Alfonso in 1284 in de kathedraal van Toledo terechtkwam, misschien als schenking van Sancho.
Als de driebandige gehistorieerde Bijbel waarvan sprak is in het testament inderdaad de Bijbel van de Heilige Lodewijk zou zijn, blijft ook nog de vraag bij welke gelegenheid de Heilige Lodewijk de Bijbel aan Alfonso schonk. Vermits Alfonso pas koning werd tijdens de deelname van Lodewijk IX aan de Zevende Kruistocht kan men vermoeden dat het handschrift pas na 1254 in Spanje terechtkwam. Dit was trouwens een periode van drukke dynastieke contacten tussen Spanje en Frankrijk.
Deze Bible moralisée werd voor het eerst opgenomen in een inventaris van de kunstschatten van de kathedraal van Toledo opgemaakt in 1539 naar aanleiding van een bezoek aan de kathedraal van aartsbisschop Tavera, maar ook in 1466 wordt de ‘Rijke Bijbel’ al vermeld door de Neurenbergse patriciër Gabriel Tetzel. In Madrid bevindt zich een kopie van de teksten van de Bijbel van de Heilige Lodewijk, die gemaakt werd op het einde van de 14e eeuw of in het begin van de 15e eeuw. Deze tekst stopt bij de Apocalyps van Johannes XIX, 15-16, zoals het huidige volume 3, dit toont aan dat het Morgan fragment toen al uit het werk verwijderd was.
Het Morgan fragment met de opdrachtminiatuur, de boekband wordt gedateerd op ca. 1500., kwam omstreeks 1593 is het in het bezit van François de la Majorie, Seigneur des Granges et de la Majorie, die op folium 1 zijn wapenschild laat aanbrengen. Het wapen in kwestie werd gebruikt vanaf 1593 na zijn huwelijk met Anne de Turenne. Het werk blijft in de familie en komt in 1838 terecht bij Alois de Chievres (1828-1904) en daarna bij diens schoonzoon Vicomte George Marie Louis de Hillerin (1842-1892). Daarna kwam het in het bezit van Otto Weiner. Morgan kocht het van Louis Badin, een Parijse boekhandelaar, in 1906.
Het kapittel van de kathedraal van Toledo waakt angstvallig over het kostbare werk en studie ervan door de kunsthistorici is nagenoeg onmogelijk. Om aan de vraag van talrijke geleerden te kunnen voldoen werd door het kapittel beslist om een facsimile uitgave te laten verzorgen en men koos voor de uitgeverij Moleiro in Barcelona. Op die wijze is het werk in een vrijwel originele kopie vandaag voor iedereen toegankelijk voor studie en onderzoek.

## Opdrachtgever

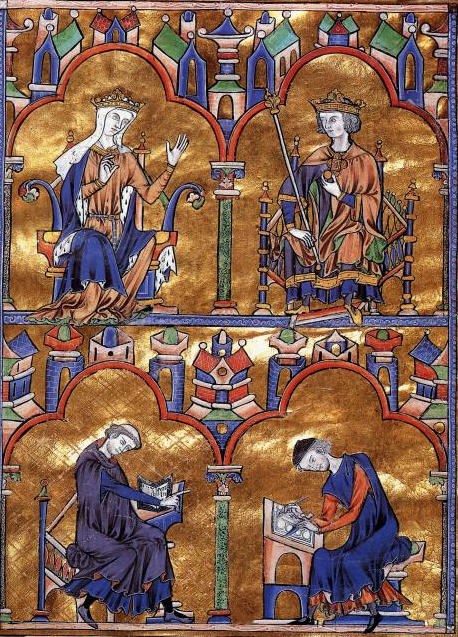
Bijbel van de Heilige Lodewijk - Fragment in de Pierpont Morgan Library, Opdrachtminiatuur

In de ‘Rijke Bijbel van Toledo’ op fol. 8 recto van het fragment bewaard in de Pierpont Morgan Library in New York vinden we een visueel colofon. De bladzijde is horizontaal in twee verdeeld door een architectonisch kader. In het bovenste gedeelte zien we een koningin en een jonge (baardloze) koning. De koningin lijkt iets uit te leggen aan de koning. Onderaan zien we links een geestelijke, herkenbaar aan de tonsuur, die instructies geeft aan de schrijver die een leek blijkt te zijn. Volgens John Lowden is dit een afbeelding die Blanche van Castilië en haar zoon Lodewijk IX voorstelt. De schrijver werkt aan een Bible Moralisée, wat duidelijk op de afbeelding te zien is en krijgt instructies van de geestelijke. Samenvattend zou men kunnen zeggen dat Blanche opdracht geeft om het boek te maken voor haar zoon en dat het wordt gemaakt onder de leiding van een geestelijke (theoloog).
Op basis van deze miniatuur wordt het werk gedateerd tussen 1226 en 1234. Lodewijk IX besteeg de troon in 1226 en hij huwde met Margaretha van Provence in 1234. Vermits de miniatuur een ongehuwde, maar reeds gekroonde Lodewijk IX voorstelt kan men het werk in die periode dateren. Lowden is van oordeel dat het werk werd gemaakt in opdracht van Blanche voor haar zoon Lodewijk als een huwelijksgeschenk voor hem en zijn bruid Marguerite

## Beschrijving
De Bijbel van de Heilige Lodewijk bestaat vandaag uit drie volumes die bewaard worden in de kathedraal van Toledo en een fragment dat bewaard wordt in New York.
Volume 1
Grootte: 422 x 305 mm, bladspiegel ca. 295 x 210 mm.
Het bestaat uit 192 genummerde folia uit perkament. Voor- en achteraan zijn er twee perkamenten schutbladen, achteraan nog een papieren schutblad. Dit deel begint met een volbladminiatuur van God de Zoon als Schepper van de wereld. De rest van het werk bevat de teksten en miniaturen zoals beschreven in de paragraaf vormgeving. Het eerste volume bevat 1529 miniaturen die de teksten behandelen uit de Bijbelboeken: Genesis; Exodus; Leviticus; Numerus (Numeri); Deuteronomium; Jozua; Rechters; Ruth; Regum .i. (1 Samuël); Regum .ii. (2 Samuël); Regum .iii. (1 Koningen); Regum .iiii. (2 Koningen); Esdrae i (Ezra); Esdrae ii (Nehemia); Tobit; Judith; Esther en Job.
Volume 2
Grootte: 422 x 305 mm, bladspiegel ca. 300 x 215 mm.
Het bestaat uit 224 genummerde folia uit perkament. Voor- en achteraan zijn er drie perkamenten schutbladen. Dit deel bevat 1792 miniaturen. Volume 2 gebruikt teksten uit Job; Psalmen; Spreuken; Ecclesiastes; Hooglied; Wijsheid; Ecclesiasticus; Jesaja; Jeremia; Ezechiël; Daniël; Hosea; Joël; Amos; Obadja of Abdias; Jona; Micha; Haggai; Zacharia en Maleachi.
Volume 3
Grootte: 430 x 305 mm, bladspiegel ca. 293 x 207 mm.
Het bestaat uit 190 genummerde folia uit perkament. Voor- en achteraan zijn er drie perkamenten schutbladen. Dit deel bevat 1520 miniaturen. Het volume is gewijd aan het Nieuwe Testament en bevat teksten uit de vier Evangeliën, de Handelingen der Apostelen, de Brieven van Paulus, Jacobus, Petrus en Johannes, de epistola catholica judae en het eindigt met de Apocalyps van Johannes die eindigt bij XIX, 15-16.
Volume 4 (Pierpont Morgan M240)
Grootte: 375 x 265 mm, bladspiegel ca. 285 x 208 mm.
Het bestaat uit 8 folia uit perkament. Voor- en achteraan is er telkens één perkamenten schutblad. Dit deeltje bevat 57 miniaturen waarbij één volbladminiatuur die de opdracht voor het werk afbeeldt. De acht folia van volume 4 zijn niet in de correcte volgorde ingebonden. Volume IV bevat de rest van de Apocalyps van Johannes vanaf XIX, 17.
De inhoud van de Bijbel van de Heilige Lodewijk stemt dus grotendeels overeen met die van de Vulgaat zoals die voorkomt in de zogenaamde ‘Parijse Bijbel’ uit de 13e eeuw. Er zijn enkele uitzonderingen, de boeken Kronieken I en II, III Ezra, Baruch en de Makkabeeën komen in de Bijbel van de Heilige Lodewijk niet voor. De boeken van de Makkabeeën komen daarentegen wel voor in Harley 1526 (zie ‘Gelijkaardige manuscripten’) dat als gerelateerd aan de Bijbel van de Heilige Lodewijk wordt gezien. Dit laat veronderstellen dat de Makkabeeër boeken oorspronkelijk wel aanwezig waren maar in de loop der tijden verloren gingen.

## Vormgeving

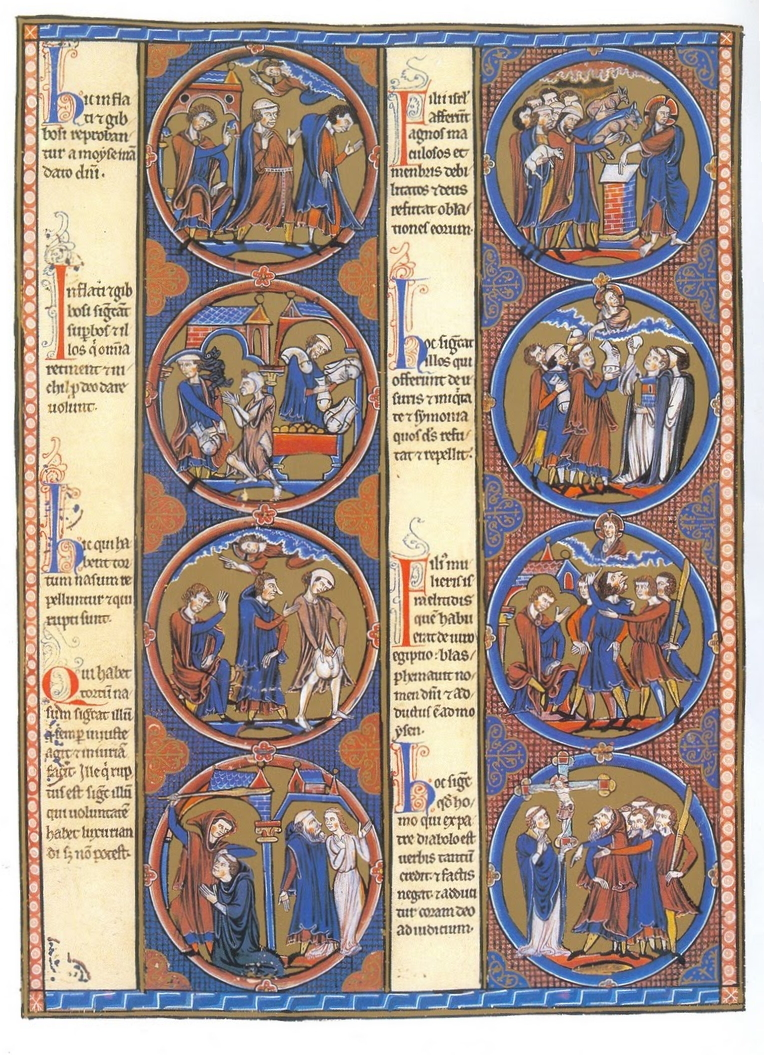
Bijbel van de Heilige Lodewijk, f58r met teksten en scènes uit Leviticus

De vroegste van deze Bibles Moralisées hebben allemaal ongeveer dezelfde lay-out. Op elke bladzijde zijn er twee kolommen met telkens vier miniaturen in een medaillon. De bovenste miniatuur van elk tweetal geeft de scène uit het Oude Testament weer, de onderste de verklaring naar het Nieuwe Testament, of een allegorische of mystieke betekenis van het Oudtestamentische verhaal. Naast de miniaturen zijn er twee smalle kolommen met de verklarende tekst. Als we de miniaturen over het Oude Testament A, B, C en D noemen en de daaraan toegevoegde verklarende miniaturen a, b, c, en d, dan ziet de pagina er als volgt uit:
| A | C |
| a | c |
| B | D |
| b | d |

De tekstkolommen zijn 25 mm breed, de kolommen met de medaillons 75 mm.
In de eerste werken werden de miniaturen geschilderd op twee tegenoverliggende bladzijden, maar de achterzijde van het perkament werd telkens blanco gelaten. Dit is ook het geval in de Toledo Bijbel. Deze werkwijze maakte het boek extra kostelijk. Voor de teksten en miniaturen werd de haarzijde van het perkament gebruikt. De haarzijde is wat ruwer dan de vleeszijde, wat een betere hechting van inkt en pigmenten geeft.
De miniaturen zijn uitgevoerd op een achtergrond van gepolierd bladgoud en er werd overvloedig gebruikgemaakt van blauw, groen, rood geel, oranje en sepia. De medaillons bevatten meestal één enkele scène, maar soms worden ze opgedeeld . De beelden worden dan gescheiden door een wolk, een boog of een rechte lijn. De Bijbel van de Heilige Lodewijk met zijn moralistische commentaren geeft heel dikwijls de kritiek van de monastieke wereld op de leken weer. Hij toont in zijn miniaturen dan ook een staalkaart van het leven in de vroege dertiende eeuw met afbeeldingen van de mensen, de sociale groepen, gewoontes, kleding, werk en spel en deugden en ondeugden van de middeleeuwer. Zoals de andere Bibles Moralisées bevat het werk ook talrijke anti-Semitische beelden.

## Gelijkaardige manuscripten
De Bijbel van de Heilige Lodewijk hoort bij de vier vroege Bibles Moralisées die ontstaan zijn in de periode tussen 1220 en 1234. Deze vier Bijbels lijken zeer sterk op elkaar maar vooral de Oxford-Parijs-Harley versie en de Toledo-Morgan versie zijn zeer sterk met elkaar verwant.
De oudste Bibles Moralisées zijn de exemplaren die bewaard worden in Wenen in de Österreichische Nationalbibliothek (Codex Vindobonensis 1179 en 2554) die trouwens zeer dicht bij elkaar aanleunen. Het handschrift ÖNB 2554 is echter veel beperkter (129 folia) dan het andere (246 folia), het bevat slechts de Bijbelboeken Genesis tot 4 Koningen, het is bovendien in het Oudfrans geschreven en ÖNB 1179 in het Latijn. Onderzoekers zijn het er niet over eens of het handschrift onafgewerkt bleef of dat er een deel verloren ging. Vroeger nam men aan dat dit handschrift uit de regio van Reims afkomstig was, maar tegenwoordig gaat men ervan uit dat ook dit handschrift in Parijs ontstond. Hoewel ÖNB 1179 vollediger is wat betreft inhoud wijkt het qua volgorde van de Bijbelboeken sterk af van de Oxford-Parijs-Harley en van de Toledo-Morgan-Bijbel. De tweede generatie van Bibles Moralisées bestaat uit de handschriften Oxford-Parijs-Harley en Toledo-Morgan-Bijbel. Deze tweede generatie volgt de Vulgaat veel meer uitgesproken dan de werken van de eerste generatie.
Laborde beschrijft in zijn studie en zwart/wit facsimile uitgave van 1911-1927, uitgebreid de similariteit van beide werken. Hij ging ervan uit dat de tekst van beide boeken was overgeschreven van hetzelfde voorbereidende werk, tenminste wat de teksten betreft. Volgens modern onderzoek zijn de Bijbel van de Heilige Lodewijk en de Oxford-Parijs-Harley Bijbel nagenoeg gelijktijdig gemaakt en zou de Bijbel van de Heilige Lodewijk model hebben gestaan voor de Oxford-Parijs-Harley. In de eerste twee delen is een zeer nauwe verwantschap van de miniaturen vast te stellen, de teksten daarentegen tonen meer verschillen. De Toledo Bijbel is, wat de verluchting betreft, van betere kwaliteit dan de Oxford-Parijs-Harley Bijbel waaraan ogenschijnlijk vel minder tijd is besteed. De derde band van de Toledo Bijbel en de OPH-Bijbel verschillen wel grondig. Vooreerst ontbreken in de Toledo Bijbel de Makkabeeër boeken die wel aanwezig zijn in Harley 1526. De behandeling van de Apocalyps is in beide werken vrij analoog maar de overige delen van het Nieuwe Testament zijn sterk verschillend behandeld.
De Oxford-Parijs-Harley Bijbel zou dan op zijn beurt letterlijk gekopieerd zijn omstreeks het einde van de 13e, begin 14e eeuw. Dit werk wordt nu bewaard in de British Library met als signatuur Add. 18719. De Osuna Bijbel die nu bewaard wordt in Madrid is dan weer een kopie van de tekst van de Bijbel van de Heilige Lodewijk. In dit werk werd wel plaats voor de miniaturen voorzien, maar ze werden nooit uitgevoerd.

## Weblinks
- Bijbel van St. Louis (Toledo-Morgan). Op de website van Moleiro, met de presentatie van het facsimile, kan men afbeeldingen bekijken.
- (en)  Webpagina van de Pierpont Morgan Library.

Codex Amiatinus · Anjou-Bijbel · Bury Bijbel · Bijbel van de Heilige Lodewijk · Gotische Bijbel · Middelfrankische Rijmbijbel · Rado-Bijbel · Rijmbijbel · Ripoll-bijbels - Souvigny-Bijbel · Speyer-fragment · Tweede Bijbel van Karel de Kale · Weense Bible Moralisée C.V. 1179 · Weense Bible Moralisée C.V. 2554 · Weense Genesis · Wenceslaus-Bijbel · Zwolse Bijbel